# Alexis Falconieri

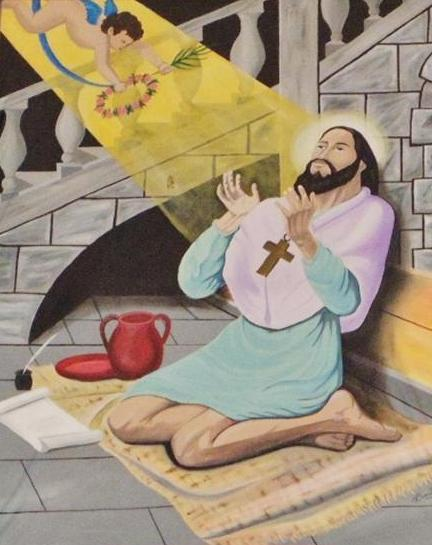
Darstellung Falconieris in einer ihm geweihten Kapelle in Ixtapan de la Sal in Mexiko

Alexis Falconieri (ital. Alessio Falconieri, * um 1200 in Florenz; † 17. Februar 1310 im Kloster Monte Senario bei Florenz) war ein römisch-katholischer Mönch und einer der sieben heiligen Gründer des Servitenordens. Er wurde 1888 durch Papst Leo XIII. heiliggesprochen.

## Leben
Falconieri wurde um das Jahr 1200 als Sohn des wohlhabenden florentinischen Kaufmanns und Anhängers der papsttreuen Guelfen Bernardo Falconieri geboren. Im Jahr 1225 schloss er sich der in seiner Heimatstadt aktiven Bruderschaft der allerheiligsten Jungfrau an. Laut Überlieferung erfuhr die Gruppe bei einer Versammlung zu Mariä Himmelfahrt des Jahres 1233 eine Marienerscheinung. Die sieben Anwesenden beschlossen daraufhin, ihre weltlichen Besitztümer abzugeben und ihr Leben dem Gebet und der Versorgung von Armen und Kranken zu widmen. Sie ließen sich zunächst in La Camarzia, dann am Monte Senario in der Nähe von Florenz nieder. Nach einer weiteren Vision entschlossen sich die sieben Männer zur Gründung des Ordens der Serviten. Unter den Ordensgründern war Falconieri der einzige, der kein geweihter Priester war.
Laut Hagiographie soll Falconieri ein ungewöhnlich hohes Alter erreicht haben, sodass er noch die Anerkennung des Servitenordens durch Papst Benedikt XI. im Jahr 1304 selbst miterlebte und zum Zeitpunkt seines Todes am 17. Februar 1310 im Kloster Monte Senario 110 Jahre alt gewesen sei.
Alexis Falconieri ist höchstwahrscheinlich Onkel von Juliana von Falconieri, die 1284 den Servitinnenorden gründete.

## Verehrung
Alexis Falconieris Verehrung wurde 1717 durch Papst Clemens XI. anerkannt. Im Jahr 1888 folgte die Heiligsprechung durch Papst Leo XIII. Gemäß dem römisch-katholischen Heiligenkalender ist der 17. Februar der Gedenktag der Sieben heiligen Gründer des Servitenordens und somit auch Falconieris.